# As-Salih al-Mansur Hadżdżi
As-Salih al-Mansur Hadżdżi arab. الملك الصالح حاجي (zm. 4 lutego 1412) – marionetkowy sułtan Mameluków, panujący dwukrotnie od 21 maja 1381 do 27 listopada 1382 oraz od 2 czerwca 1389 do 1 lutego 1390.
Był synem Al-Aszrafa Szabana (1363–1377). Został powołany na tron 21 maja 1381 przez wszechmocnego emira Barkuka w wieku dziesięciu lat, gdy zmarł starszy syn Szabana, Al-Mansur Ali (1377–1381). Barkuk był bliski zagarnięcia sułtanatu już po śmierci Alego, lecz nie dopuściła do tego opozycja wielmożów. Wymownym świadectwem jego pozycji był fakt, że jako pierwszy wielki emir (amir kabir) wybił monety zawierające jego emblemat (rank), co było zwyczajem sułtanów obejmujących tron. Panowanie Hadżdżiego było dla niego tylko okazją do zbudowania politycznego poparcia dla swojego sułtanatu i już 27 listopada 1382 zdjął on go z tronu, by za zgodą wielkich emirów samemu obwołać się władcą.
Na początku 1389 bunt przeciwko Barkukowi podnieśli namiestnik Malatyi Mintasz oraz namiestnik Aleppo Jalbugha an-Nasiri. Udało im się pokonać Barkuka, który został wygnany z Egiptu, i 2 czerwca 1389 przywrócili oni nominalne panowanie Hadżdżiego. Mintasz i Jalbugha szybko poróżnili się ze sobą i ten pierwszy po walkach ulicznych w Kairze, które wybuchły 10 sierpnia 1389, pozbył się swojego niedawnego sojusznika. Chociaż Mintasz walczył z Jalbughą m.in. pod hasłami przywrócenia niezależnych rządów sułtana, to jednak w rzeczywistości Hadżdżi został poddany surowym restrykcjom, zaś Mintasz jako głównodowodzący armii (atabak al-asakir) i wielki emir sprawował rzeczywistą władzę. Tymczasem opozycja wobec rządów Mintasza skupiła się wokół wygnanego Barkuka. W styczniu 1390 Barkuk z armią zbudowaną ze swoich nowych zwolenników pokonał wojska Mintasza i Hadżdżiego pod Szakhabem, przy czym ten drugi został pojmany. W międzyczasie mamelucy Barkuka opanowali cytadelę kairską i 1 lutego 1390 triumfalnie powrócił on do stolicy.
Hadżdżi resztę swojego życia miał spędzić zamknięty w haremie w cytadeli kairskiej, gdzie zmarł 4 lutego 1412. Ponieważ był on ostatnim potomkiem Kalawuna (1279–1290) rządzącym w sułtanacie, zaś Barkuk był pierwszym z szeregu panujących aż do końca istnienia państwa mameluków sułtanów pochodzenia czerkieskiego, koniec rządów Hadżdżiego w 1382 jest tradycyjnie uważany za koniec okresu rządów sułtanów pochodzenia kipczackiego (Bahrytów) i początek nowego okresu rządów Czerkiesów (Burdżytów).